# Louis E. Brus
Louis E. Brus, född 10 augusti 1943 i Cleveland, är en amerikansk professor i fysik och kemi vid Columbia University. Han är en välkänd forskare inom nanotekniken, där han är mest känd för sin upptäckt av kvantprickar.
Tillsammans med Moungi Bawendi och Aleksej Ekimov tilldelades han Nobelpriset i kemi 2023 för upptäckt och syntes av kvantprickar.

## Biografi
Brus växte upp i en förort till Kansas City och utvecklade under sin high school-tid ett stort intresse för fysik och kemi. Han började studera på Rice University år 1961 med hjälp av ett sjöbefälsstipendium, Naval Reserve Officers Training Corps, och valde kemisk fysik som huvudämne. Varje termin läste han extrakurser i fysik, kemi och matematik. Under somrarna var han skyldig att arbeta som kadett till havs och kunde därför inte forska eller arbeta på annat håll. Det var först under sitt sista år som det fanns tid för ett forskningsprojekt med inriktning på optisk spektroskopi.
Under denna tid blev han mer och mer intresserad av kemisk fysik. Efter sin examen 1965 var han egentligen kommenderad till att arbeta som fänrik för flottan men fick dispens för att doktorera. Han valde Columbia University för sina doktorandstudier, fotolys på ånga av natriumjodid.
År 1969 var han klar och började som löjtnant men kunde fortsätta att forska inom marinen. Han forskade här på lasrar tills han 1973 lämnade det militära och började på AT & T Bell Laboratories med forskningen inriktad på fasta material.
Tio år senare riktade han sin forskning mer åt kemi och började titta på halvledare och dess bandgap och vad som händer i material när de krymps ner till små partiklar. Tillsammans med bland andra Paul Alivisatos började han producera kvantprickar.
År 1996 sökte sig Brus tillbaka till Columbia University som professor och började undervisa.

## Forskning och bedrifter
Brus har sedan han började arbeta på Columbia University fortsatt sin forskning på kvantprickar, särskilt på deras optiska och elektriska egenskaper. Han försöker, tillsammans med sin forskargrupp, att förstå hela kedjan från molekylär nivå till fasta tillståndets nivå i olika halvledare. De försöker också skapa nya material genom självorganisation av kvantprickar.
För sin forskning har Brus tilldelats många utmärkelser och priser, bland annat följande:
- År 2012 fick han Bower Award and Prize for Achievement in Science som delas ut av Franklin Institute. Motiveringen löd: ’’För sina nyskapande upptäckter och vetenskapliga ledarskap, som gjort teorin, syntesen och karakteriseringen av kvantprickar i halvledarmaterial till en hörnsten i modern kemi’’.[17]
- År 2008 tog han, tillsammans med Sumio Iijima, emot Kavlipriset i nanoteknik med motiveringen ‘’För deras stora inflytande på utvecklingen av nanoteknikens noll- och endimensionella strukturer i fysik, kemi och biologi.’’[21]
- År 2005 års Chemistry of Materials Prize som delas ut av American Chemical Society.[22]

Han har publicerat nästan 250 vetenskapliga artiklar som tillsammans blivit citerade nära 18 000 gånger (augusti 2012).

## Fotnoter
1. ↑  läs online, www.columbia.edu .[källa från Wikidata]
2. ↑  läs online, www.pnas.org .[källa från Wikidata]
3. ↑  läs online, philadelphia.cbslocal.com  .[källa från Wikidata]
4. ↑  PubMed, PubMed-ID: 22276666.[källa från Wikidata]
5. ↑  läs online, www.ncbi.nlm.nih.gov  .[källa från Wikidata]
6. ↑  läs online, Wiley .[källa från Wikidata]
7. ↑  läs online, www.aps.org , läst: 6 oktober 2018.[källa från Wikidata]
8. ↑  läs online, www.aps.org , läst: 18 februari 2022.[källa från Wikidata]
9. ↑  läs online, www.optica.org .[källa från Wikidata]
10. ↑  läs online, chicagoacs.org .[källa från Wikidata]
11. ↑  läs online, www.acs.org .[källa från Wikidata]
12. ↑  läs online, clarivate.com , läst: 23 september 2023.[källa från Wikidata]
13. ↑  läs online, www.fi.edu .[källa från Wikidata]
14. ↑  läs online, welch1.org .[källa från Wikidata]
15. ↑  läs online, Nobelprize.org .[källa från Wikidata]
16. ↑  Louis Brus Facts (på engelska), Nobel Laureate API-ID: 1030, läst: 4 oktober 2023.[källa från Wikidata]
17. 1 2   ”Arkiverade kopian”. Arkiverad från originalet den 17 december 2012. https://archive.is/20121217010823/http://www.fi.edu/franklinawards/12/bowersci.html. Läst 7 april 2013.
18. ↑  ”Pressmeddelande: Nobelpriset i kemi 2023”. NobelPrize.org. https://www.nobelprize.org/prizes/chemistry/2023/213239-press-release-swedish/. Läst 4 oktober 2023.
19. ↑  ”Biography of Louis E. Brus” (på engelska). National Academy of Sciences. http://www.pnas.org/content/102/5/1277.full.
20. ↑  http://www.columbia.edu/cu/chemistry/fac-bios/brus/group/index.html
21. ↑  ”Arkiverade kopian”. Arkiverad från originalet den 5 november 2012. https://web.archive.org/web/20121105101708/http://www.kavliprize.no/seksjon/vis.html?tid=27801. Läst 28 november 2012.
22. ↑   ”Arkiverade kopian”. Arkiverad från originalet den 24 juni 2012. https://web.archive.org/web/20120624192640/http://www.kavliprize.no/binfil/download.php?tid=27809. Läst 28 november 2012.
23. ↑   http://www.scopus.com/authid/detail.url?origin=resultslist&authorId=7006575230&zone=